# Santa Águeda (Málaga)
Cortijo Santa Águeda barrio situado a las afueras 
de la ciudad andaluza de Málaga (España), situado en el distrito de Campanillas, a poca distancia de la desembocadura del río Campanillas en el Guadalhorce. Se trata de un núcleo de población semiaislado, separado del barrio de la Estación de Campanillas por vías férreas, y rodeado de huertas.

## Transporte
En autobús queda conectado mediante las siguientes líneas de la EMT, aunque para la conexión con Málaga centro, el tren es la mejor opción, ya que cuenta con la estación a 2 minutos andando y en 11 minutos realiza el trayecto hasta Málaga centro 
| Línea | Trayecto                 | Recorrido | Frecuencia |
| ----- | ------------------------ | --------- | ---------- |
| 28    | Santa Águeda - Los Núñez | Recorrido | 85 minutos |